# Poggio dei Tre Vescovi
Il Poggio dei Tre Vescovi (mt. 1127) è un rilievo dell'Appennino settentrionale (Appennino tosco-romagnolo), situato tra il Monte Fumaiolo e l'Alpe della Luna. Il monte rappresenta il crinale di confine tra  Val Marecchia (Appennino riminese) e alta Val Tiberina toscana. Sulla sommità converge il confine dei comuni di Badia Tedalda (Arezzo), Casteldelci (Rimini) e Verghereto (Forlì-Cesena). 

## Toponimo
Il nome della montagna deriva dal fatto che fin dai tempi più antichi qui confluivano i confini di tre diocesi, la cui eredità è stata raccolta da quelle attuali di San Marino-Montefeltro, Cesena-Sarsina e Arezzo-Cortona-Sansepolcro.

## Geografia fisica
Il Poggio dei Tre Vescovi si erge sul crinale spartiacque tra le valli dei fiumi Marecchia, a sud, Senatello (affluente del Marecchia) a nord e Tevere ad ovest. Seguendo il crinale in direzione est le massime elevazioni si hanno in corrispondenza de La Montagna (1154 metri) e del monte Loggio (1179 metri). Dal crinale, percorso da un'antica mulattiera, si gode un'ampia visuale fino al mare Adriatico, l'Appennino marchigiano a sud, quello riminese a est ed il monte Fumaiolo a nord. L'intero massiccio è caratterizzato da un'alternanza di pascoli e boschi costituiti prevalentemente da faggi e cerri a cui si associano aceri, carpini e numerose altre specie. Tra le specie rare è presente il Ribes dei sassi (Ribes petraeum), lo Spino cervino (Rhamnus catharticus) e varie specie di orchidea. Il Poggio Tre Vescovi costituisce un'importante cerniera ecologica tra il monte Fumaiolo e le foreste casentinesi a nord e l'Alpe della Luna e il Sasso di Simone e Simoncello a sud. È perciò presente la tipica fauna appenninica, nonché numerosissime specie di uccelli. Gli abitati più prossimi sono quelli di Pratieghi (Badia Tedalda) nella valle del Marecchia, Colorìo (Verghereto), nella valle del Tevere, Balze e La Bigotta nella valle del Senatello.

## Geografia politica
Il Poggio dei Tre Vescovi è posizionato esattamente sul confine tra le province di Rimini, di Forlì-Cesena e di Arezzo, e quindi suddiviso tra le regioni Toscana ed Emilia-Romagna. I confini ricalcano quelli degli antichi stati preunitari (Granducato di Toscana e Stato della Chiesa) e ancor prima quelli tra lo Stato toscano e il Ducato di Urbino, eredi a loro volta di confini tra antiche signorie. Diversi sono gli antichi cippi in pietra di confine di stato ancora presenti sia sulla sommità del monte che nei dintorni. Fino al 2009, anno del passaggio a seguito di un referendum popolare del comune di Casteldelci e di altri sei comuni della val Marecchia alla provincia di Rimini, costituiva il punto di confine fra tre regioni (Emilia-Romagna, Marche e Toscana) e tre province (provincia di Arezzo, provincia di Pesaro-Urbino e provincia di Forlì-Cesena).

## Impianto eolico
A partire dal 2004 si è discusso sull'opportunità di costruire un impianto eolico sul crinale, a cavallo dei comuni. Il complesso iter autorizzativo si è risolto con la rimessione al Consiglio dei Ministri, il quale ha negato (nel 2017) l'autorizzazione alla costruzione.